# 白桥镇 (重庆市)
白桥镇，是中华人民共和国重庆市开州区下辖的一个乡镇级行政单位。

## 行政区划
白桥镇下辖以下地区：
民兴社区、园丁村、白桥村、中柏村、桂花村、山荼村、上桥村、武城村、月霞村和柏大村。